# Juan Gutiérrez de Gualda
Juan Gutiérrez de Gualda (segle xvi) fou un capellà i matemàtic, conegut per un petit llibre d'aritmètica que es va fer molt popular en la seva època.

## Vida i Obra
Res es coneix de la seva vida, excepte que va ser capellà de Villarejo de Fuentes (província de Conca).
El personatge és conegut per haver estat l'autor d'un llibre d'artmètica que va tenir força èxit: Arte breve y muy provechoso de cuenta castellana y arismética (Toledo, 1539). El llibre va tenir no menys de cinc edicions en el mateix segle xvi. El llibre és una breu aritmètica mercantil, molt elemental, que només té unes quaranta pàgines i que amb prou feines desenvolupa les quatre regles i poca cosa més. El llibre encara denota la transició dels nombres romans als nombres aràbics, ja que tot i resoldre les operacions amb els aràbics (quenta arismetica), dona la seva expressió en romans (quenta castellana). Bona part del seu èxit rau en el fet que Juan de Yciar el va incloure com annex al seu llibre de cal·ligrafia a partir de 1564.